# Hale Asaf
Hale Asaf, wcześniej Salif (ur. 1905 w Stambule, zm. 31 maja 1938 w Paryżu) – turecka malarka.

## Życiorys
Hale Asaf urodziła się w rodzinie Enise Hanım i Saliha Beja, przewodniczącego osmańskiego sądu apelacyjnego. Jej dziadek, Asaf Pasha, był adiutantem sułtana Abdülhamida II, a ciotka Mihri Müşfik Hanım malarką. Asaf uczęszczała do francuskojęzycznego liceum Notre Dame de Sion w Stambule.
Asaf podróżowała po Europie, by zdobyć wykształcenie malarskie. Od 1921 roku studiowała na Akademie der Künste w Berlinie, w 1925 roku uczyła się w Monachium u Lovisa Corintha, a dwa lata później w paryskiej Académie de la Grande Chaumière u André Lhote.
Gdy Asaf powróciła do Turcji, w latach 1928–1929 uczyła sztuki i francuskiego w Bursie. Była jedyną kobietą wśród założycieli pierwszego związku artystów w Turcji. Niezależne Stowarzyszenie Malarzy i Rzeźbiarzy (Müstakil Ressamlar ve Heykeltıraşlar Birliği) powstało 15 lipca 1929 roku i miało na celu chronić swobodę artystyczną. W grudniu tego samego roku została asystentką Namika Ismaila wykładającego na Akademii Sztuk Pięknych w Stambule.
W latach 30. Asaf wyjechała do Paryża, gdzie mieszkała do końca życia. W 1932 roku została dyrektorką galerii i biblioteki Jeune Europe w Paryżu. Od roku 1934 aż do śmierci, brała udział w wystawach zbiorowych Société des femmes artistes modernes w Paryżu.
Asaf poślubiła artystę Ismaila Hakki Oygara. Wśród jej znajomych i przyjaciół byli Fikret Mualla, Refik Epikman, Cevad Dereli, Ossip Zadkine, Curzio Malaparte, Alberto Giacometti i Fernand Léger.

## Twórczość
Wczesne prace Asaf cechuje konstruktywistyczne podejście do projektów artystycznych, które zabarwiło się ekspresjonistycznym światopoglądem pod wpływem jej pobytu w Niemczech. W okresie tureckim zaczęła malować krótkimi, ostrymi pociągnięciami pędzla. W Paryżu eksperymentowała z późnym kubizmem, którego połączenie z elementami art déco (z których czerpała już wcześniej, jako nastolatka) scementowały jej dojrzały, indywidualny styl.

## Galeria

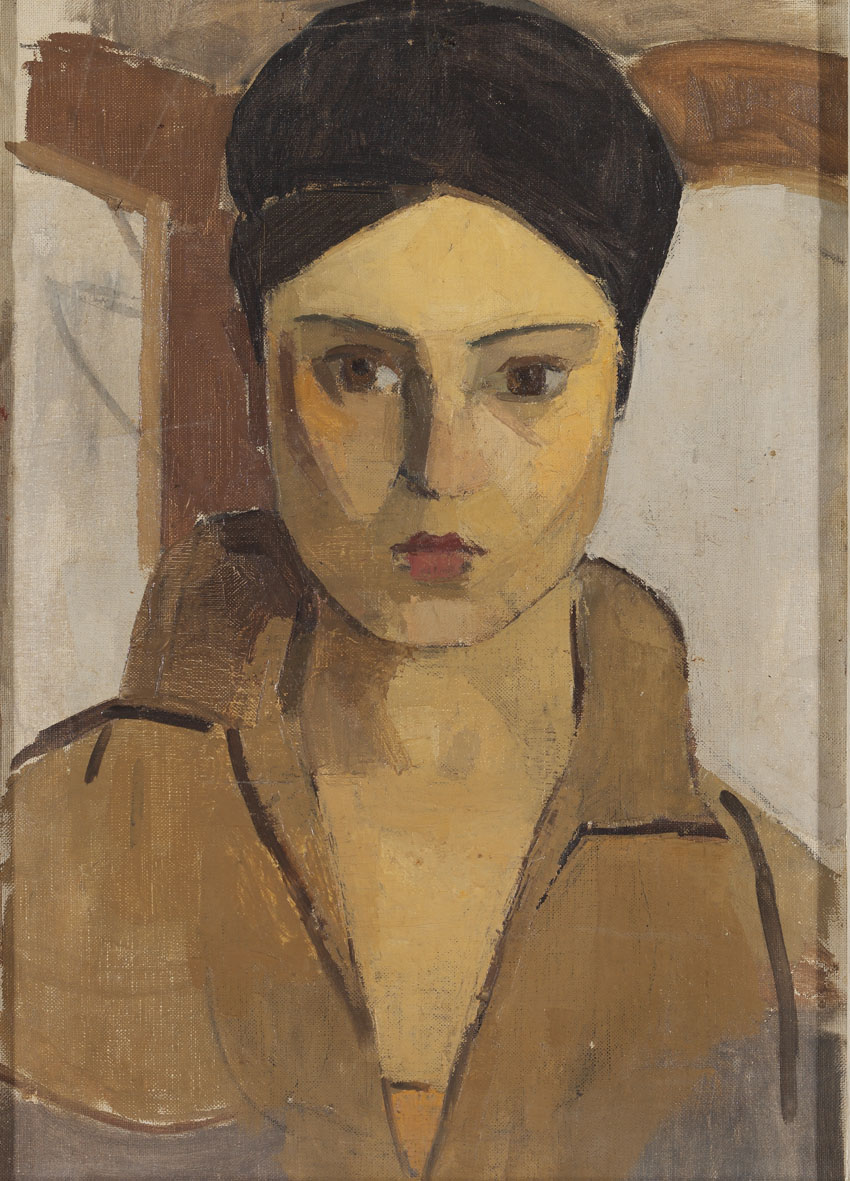
Autoportret, lata 20. XX wieku
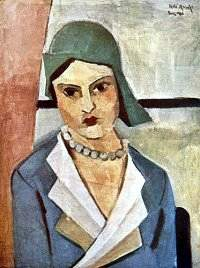
Autoportret
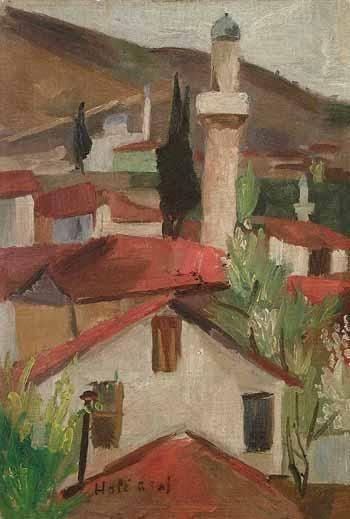
Bursa
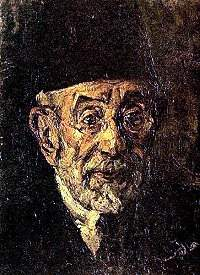
Portret ojca, przed 1924
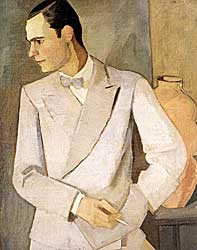
Portret męża, przed 1931
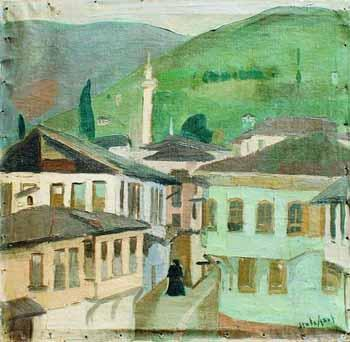
Widok na Bursę, przed 1931